# Joe Buhler
Joe Peter Buhler (* 1950 in Vancouver (Washington)) ist ein US-amerikanischer Mathematiker.
Buhler erhielt 1972 seinen Bachelor-Abschluss am Reed College und wurde 1977 bei John T. Tate an der Harvard University promoviert (Icosahedral Galois Representations). Er war 1980 bis zur Emeritierung 2005 Professor am Reed College in Portland (Oregon).
1997 führte er mit Zinovy Reichstein das Konzept der Essential Dimension ein.
Er ist an einem Projekt beteiligt die Vermutung von Harry Vandiver und Ernst Eduard Kummer über die Klassenzahl von Kreisteilungskörpern numerisch zu verifizieren. Vandiver bewies sie mit einem Tischrechner bis 600, Derrick Henry Lehmer Ende der 1940er Jahre bis etwa 5000 und Buhler mit Kollegen 2001 bis 12 Millionen. Mit David Harvey und anderen setzt er das Projekt fort.
Er befasst sich mit algorithmischer algebraischer Zahlentheorie, Algebra und Kryptographie.
Er ist Fellow der American Mathematical Society. 